# Michelle Visage
Michelle Visage (født 20. september 1968) er en amerikansk sangerinde, TV-værtinde, radio-DJ, forfatter og dommer på programmet RuPauls Drag Race.